# Urocoma
Urocoma este un gen de molii din familia Lymantriinae.